# The Other Black Girl
The Other Black Girl är en amerikansk thriller- och dramaserie som hade premiär på strömningstjänsten Disney+ den 13 september 2023. Första säsongen består av tio avsnitt. Serien är baserad på Zakiya Dalila Harris roman med samma namn från 2021.

## Handling
Serien kretsar kring Nella Rogers som är en afro-amerikansk redaktörsassistent på ett förlag. Hon är den enda svarta kvinnan på företaget och blir därför glad när hon får en mörkhyad kollega, Hazel.

## Roller i urval
- Sinclair Daniel - Nella Rogers
- Ashleigh Murray - Hazel-May McCall
- Brittany Adebumola - Malaika
- Hunter Parrish - Owen
- Bellamy Young - Vera Parini
- Eric McCormack - Richard Wagner
- Garcelle Beauvais - Diana Gordon
  - Shakirah DeMesier - Diana Gordon, som ung
- Brian Baumgartner - Colin Franklin